# Župnija Domžale
Župnija Domžale je rimskokatoliška teritorialna župnija dekanije Domžale nadškofije Ljubljana.
Župnijska cerkev na Taboru je cerkev Marijinega vnebovzetja. Ob njej je tudi staro domžalsko pokopališče, novo pokopališče (Žale) pa se razprostira južno od železniške proge.